# Dan Barker

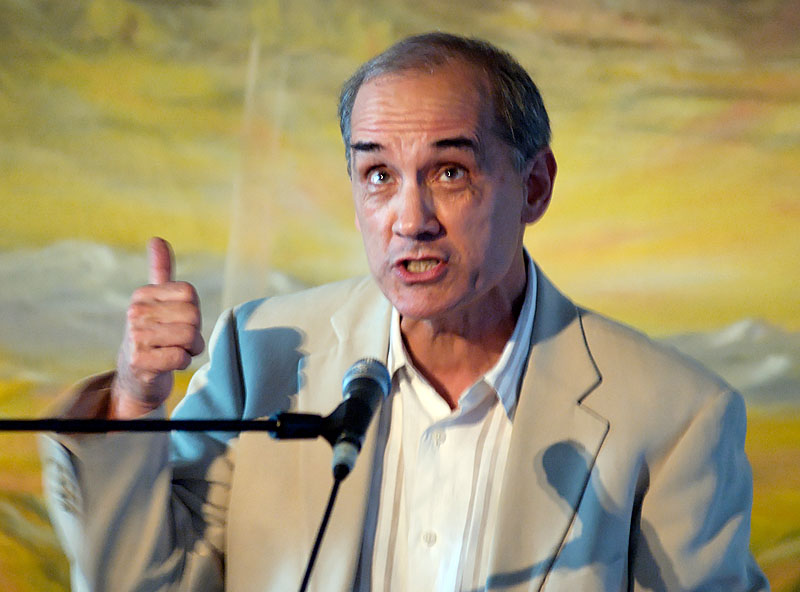
Dan Barker

Dan Barker (* 25. Juni 1949) ist ein US-amerikanischer Bürgerrechtler, Musiker, Komponist und Autor. Bekanntheit erlangte er durch seinen Einsatz für die Trennung von Religion und Staat.

## Leben
Barker gehört dem Stamm der amerikanischen Ureinwohner der Lenni Lenape an. Er studierte an einer evangelikalen Universität und war danach als christlicher Prediger tätig. Auch war er als Musiker mit christlichen Stücken tätig und hat zahlreiche Stücke selbst geschrieben.
Im Laufe der Zeit sah er Kritikpunkte an der Religion und betrachtete die Arbeitsweisen von Religionsgemeinschaften kritisch, daraus folgend bekannte der Religionskritiker sich ab 1984 zum Atheismus. Gemeinsam mit seiner Frau Annie Laurie Gaylor ist er Präsident der Freedom From Religion Foundation, einer Bürgerrechtsorganisation, die sich für die Trennung von Religion und Staat einsetzt. Barker ist Gastgeber von Freethought Radio, das bereits Interviews mit Richard Dawkins, Sam Harris, Steven Pinker, Julia Sweeney und Michael Newdow ausgestrahlt hat. Barker ist Mitglied der Prometheus Society, deren Eintrittsvoraussetzung ein Intelligenzquotient höher als 99,997 % der Bevölkerung ist.

## Werk (Auswahl)

### Bücher
- God: The Most Unpleasant Character in All Fiction (2016), Sterling, ISBN 1454918322
- The Good Atheist: Living a Purpose-Filled Life Without God (2011), Ulysses Press, ISBN 1569758468
- Godless: How an Evangelical Preacher Became One of America's Leading Atheists (2008), Ulysses Press, ISBN 1569756775
- Losing Faith in Faith: From Preacher to Atheist (1992), ISBN 1-877733-07-5
- Maybe Yes, Maybe No: A Guide for Young Skeptics (1990), Prometheus Books, ISBN 0879756071

### CDs
- Friendly Neighborhood Atheist, mit Textbeiträgen von Joe Hill, Thomas Paine, Robert Ingersoll u. a. (Doppel-CD)
- Beware of Dogma